# Louis Chavance
Louis Chavance est un scénariste, monteur, acteur, ainsi qu'un écrivain français, auteur de plusieurs romans policiers, né le 24 décembre 1907 à Paris (France), ville où il est mort le 19 septembre 1979. Il a utilisé les pseudonymes Irving Ford, Jack River ou Michel Fernay.
Il est le fils de l'auteur et scénariste René Chavance (1879-1961).

## Biographie

### Études et formation
Licencié en droit, Louis Chavance, Louis René Noël Chavance de son nom complet, commence une carrière de journaliste qui l'oriente très vite vers le cinéma : il intègre la rédaction de la première Revue du cinéma, créée par Jean George Auriol, où il développe un talent de critique. En 1932, il devient assistant réalisateur et monteur de Pierre Prévert, pour L'affaire est dans le sac. En 1934, il collabore avec Jean Vigo, participant au scénario et réalisant le montage de L'Atalante. Il est également l'assistant de Jean Grémillon et de Jacques Feyder (notamment pour Les Gens du voyage, en 1938). De 1941 à 1944, il dirige la collection Minuit des éditions Ventillard. En collaboration et sous plusieurs pseudonymes, il publie dix romans policiers. Il influencera le poète et écrivain Léo Malet qui se lancera dés lors dans la création de séries policières avec Johnny Metal en 1941 et Nestor Burma en 1942. 

### Carrière au cinéma
Louis Chavance commence sa carrière de scénariste sous l'occupation. En 1942, il collabore au scénario de La Nuit fantastique avec Maurice Henry, réalisé par Marcel L'Herbier. La même année, il signe l'adaptation du scénario de Maurice Aubergé pour Dernier atout de Jacques Becker et il collabore avec Henri-Georges Clouzot sur le scénario et les dialogues du Corbeau. En 1943, il travaille en collaboration avec Jean Cocteau pour le scénario et les dialogues du Baron fantôme de Serge de Poligny, et avec André Cayatte pour Le Dernier Sou. Il œuvre avec ce dernier sur La Merveille blanche (1945), Le Chanteur inconnu (1946) et Le Dessous des cartes (1947).
Jusqu'en 1955, Louis Chavance signe le scénario, l'adaptation ou les dialogues de nombreux films : Un revenant (1946), de Christian-Jaque, La Marie du port (1949) de Marcel Carné, Orage d'été (1949) de Jean Gehret, L'Homme qui revient de loin (1949) de Jean Castanier - scénario cosigné par Paul Guth -, Tam tam mayumbe (1955) de Gian Gaspare Napolitano et Folco Quilici, La Lumière d'en face (1955) de Georges Lacombe.

### Autres activités
Louis Chavance est secrétaire général de l'Association des auteurs de films et du Syndicat des scénaristes à partir du 9 mai 1951.

## Filmographie

### Comme scénariste
- 1932 : Le Baptême du petit Oscar de Jean Dréville
- 1942 : La Nuit fantastique de Marcel L'Herbier
- 1942 : Dernier Atout de Jacques Becker
- 1943 : Le Baron fantôme de Serge de Poligny
- 1943 : Le Corbeau d'Henri-Georges Clouzot
- 1946 : Le Dernier Sou d'André Cayatte
- 1946 : Un revenant de Christian-Jaque
- 1947 : Le Chanteur inconnu d'André Cayatte
- 1948 : Le Dessous des cartes d'André Cayatte
- 1950 : L'Homme qui revient de loin de Jean Castanier
- 1950 : La Marie du port de Marcel Carné
- 1950 : Due sorelle amano de Jacopo Comin
- 1951 : La Treizième Lettre (The 13th Letter) de Otto Preminger
- 1955 : Tam-tam (Tam tam mayumbe) de Gian Gaspare Napolitano et Folco Quilici
- 1955 : La Lumière d'en face de Georges Lacombe
- 1958 : La Fille de la pluie de Jean Prat (TV)
- 1961 : Marceau ou les enfants de la république de René Lucot (TV)
- 1961 : La Reine Margot de René Lucot (TV)

### Comme monteur
- 1932 : Le Baptême du petit Oscar de Jean Dréville
- 1932 : L'affaire est dans le sac de Pierre Prévert + assistant réalisateur
- 1934 : L'Atalante de Jean Vigo
- 1939 : La Famille Duraton de Christian Stengel + assistant réalisateur

### Comme acteur
- 1932 : L'affaire est dans le sac : Un passant

## Œuvre littéraire

### Roman signé Irving Ford
- Le Mystérieux docteur Rankin, Ventillard, coll. « Minuit » no 1 (1941)

### Romans signés Jack River
- Yé Su, Ventillard, coll. « Minuit » no 3 (1941)
- Drôle d'impasse, (1941), réédition Éditions Atlantic, coll. « Top Secret » no 84 (1954)
- L'Amour et la Haine, Éditions de Lutèce (1941)
- Le Crime de la villa des roses, Agence parisienne de distribution, Stick no 15 (1942)
- Un meurtre bizarre, Sphinx (1942)
- Le Cadavre anonyme, Sphinx (1942)
- On a tué ce matin, Sphinx no 36 (1942)
- Un coup de stylet, Sphinx no 37 (1942)

### Roman signé Michel Fernay
- Hold-up à la carte, Éditions du Scorpion (1961)